# Thamnophis chrysocephalus
Thamnophis chrysocephalus är en ormart som beskrevs av Cope 1885. Thamnophis chrysocephalus ingår i släktet strumpebandssnokar, och familjen snokar. Inga underarter finns listade i Catalogue of Life.
Denna orm förekommer i södra Mexiko i delstaterna Guerrero, Oaxaca, Puebla och Veracruz. Arten lever i bergstrakter mellan 1500 och 2200 meter över havet. Individerna hittas ofta nära vattendrag i molnskogar eller i skogar med tallar och ekar. De besöker ibland jordbruksmark. Honor lägger inga ägg utan föder levande ungar.
För beståndet är inga hot kända. Hela populationen anses vara stabil. IUCN kategoriserar arten globalt som livskraftig.